# Pantelhó
Pantelhó es una población del estado mexicano de Chiapas, localizada en la región de los Altos. Es la cabecera del municipio homónimo.

## Toponimia
El nombre «Pantelhó» proviene del tsotsil y significa «Puente del río».

## Historia

### Principales hechos históricos
- En 1774 Santa Catarina (Pantelhó) es un anexo del pueblo de Huitiupán.
- En el periodo 1932-1938 durante el gobierno del coronel Victórico R. Grajales se le modificó su denominación suprimiendo el de Santa Catarina, quedando sólo como Pantelhó.
- En 1983 para efectos del Sistema de Planeación se ubica en la región II Altos.[7]

- De acuerdo con el Diario Oficial del Estado de Chiapas, número 299 del 11 de mayo de 2011, la regionalización de la entidad quedó conformada por 15 regiones socioeconómicas, dentro de las cuales el municipio de Pantelhó está contenido en la Región V Altos Tsotsil-Tseltal.[8]

## Demografía
Cuenta con 8629 habitantes lo que representa un incremento promedio de 2.3% anual en el período 2010-2020 sobre la base de los 6888 habitantes registrados en el censo anterior. Ocupa una superficie de 1.382 km², lo que determina al año 2020 una densidad de 6246 hab/km².
| Gráfica de evolución demográfica de Pantelhó entre 2000 y 2020    |
|                                                                   |
| Fuente: Instituto Nacional de Estadística Geografía e Informática |

En el año 2010 estaba clasificada como una localidad de grado alto de vulnerabilidad social.
La población de Pantelhó está mayoritariamente alfabetizada (21.84% de personas analfabetas al año 2020) con un grado de escolarización en torno de los 5 años. El 89.77% de la población es indígena.